# Vogler
Der Vogler ist ein bis 460,4 m ü. NHN hoher Mittelgebirgszug des Weserberglands im Landkreis Holzminden, Niedersachsen (Deutschland).
Er bildet zusammen mit dem etwa 20 km südlich gelegenen Solling (527,8 m ü. NHN) und den zwischen beiden Gebirgen gelegenen Höhenzug Burgberg (357,5 m ü. NHN) den Naturpark Solling-Vogler.

## Geographie

### Lage

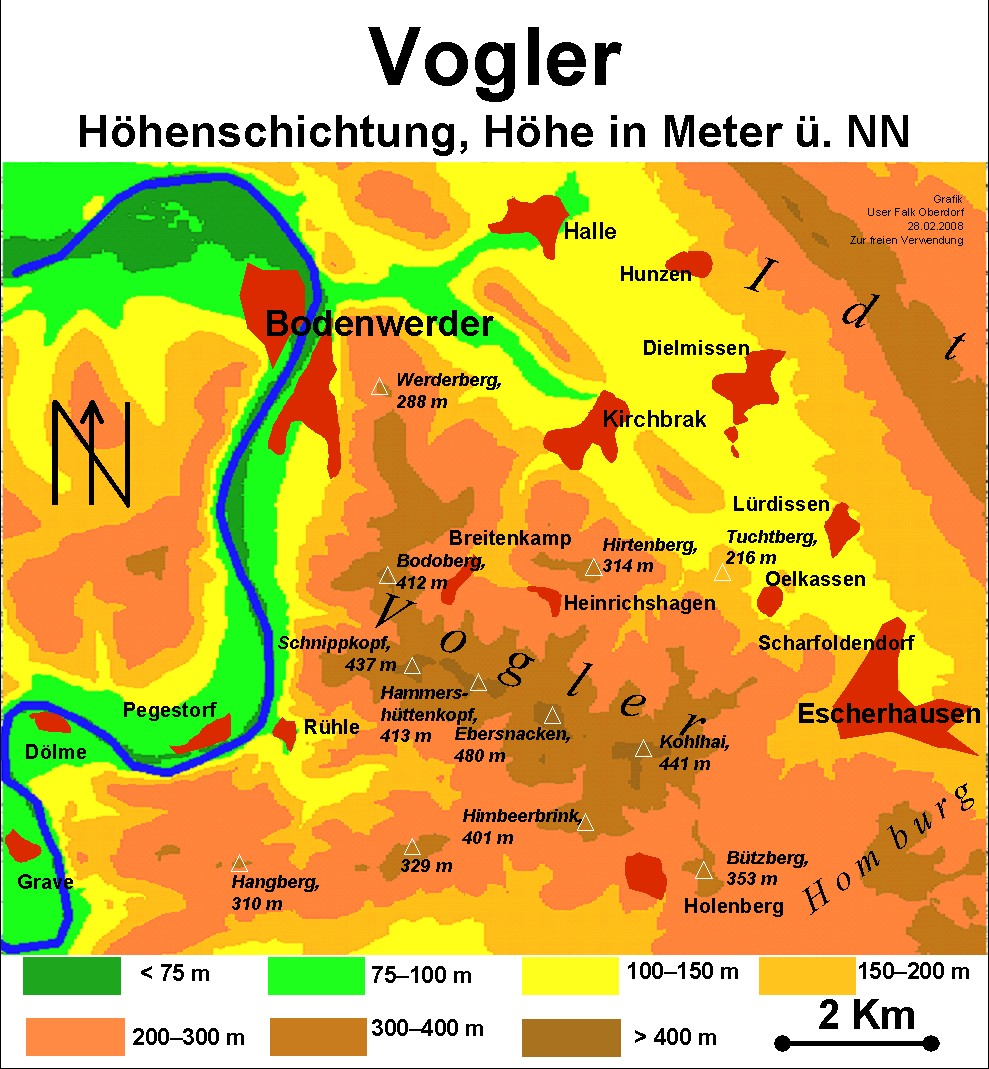
Vogler, Geografie

Der Vogler befindet sich zwischen den Mittelgebirgs- und Höhenzügen Ith im Norden, Hils im Nordosten, Homburgwald im Osten, Amtsberge im Südosten, Solling im Süden und Burgberg im Südsüdwesten. Er liegt im Städtedreieck Bevern–Bodenwerder–Eschershausen. Westlich vorbei am Vogler fließt in Süd-Nord-Richtung die zur Nordsee fließende Weser, nördlich wird das Gebirge in Südost-Nordwest-Richtung vom östlichen Weserzufluss Lenne passiert.
Der Vogler tritt in jähem Abfall aus 220 m Höhe an die Weser heran. In den nördlichen Ausläufern liegt Heinrichshagen, wo Heinrich I. (Heinrich der Vogler) seine Vogelherde gehabt haben soll.

### Naturräumliche Zuordnung
Der Mittelgebirgszug bildet in der naturräumlichen Haupteinheitengruppe Weser-Leine-Bergland (Nr. 37), in der Haupteinheit Sollingvorland (371) und in der Untereinheit Nördliches Solling-Vorland (371.0) den Naturraum Vogler (371.00). Die Landschaft leitet nach Südosten in den Naturraum Stadtoldendorfer Hochfläche (371.02) über und nach Süden bis Südwesten in den Naturraum Golmbacher Berge (371.01). Sie fällt nach Westen in die Untereinheit Bodenwerder Tal (368.1) ab, die in der Haupteinheitengruppe Oberes Weserbergland (36) zur Haupteinheit Weserengtal von Bodenwerder (368) zählt. Nach Norden bis Nordosten fällt sie in den Naturraum Eschershausener Triaskämme (377.02) ab, der in der Haupteinheit Alfelder Bergland (377) zur Untereinheit Eschershausener Senke (377.0) gehört.

### Erhebungen
Zu den Bergen und Erhebungen des Voglers gehören – sortiert nach Höhe in Meter (m) über Normalhöhennull (NHN; wenn nicht anders genannt laut):
- Ebersnacken (460,4 m); mit Ebersnackenturm
- Kohlhai (440,8 m)
- Schnippkopf (437,0 m)
- Hammershüttenkopf (430,5 m; Westgipfel)
- Hammershüttenkopf (412,5 m; Ostgipfel)
- Zimmertalskopf (412,0 m);[3] mit Bodoturm
- Butterberg (402,0 m)
- Himbeerbrink (400,5 m)
- Ehrberg (370,5 m)
- Görtsberg (ca. 370 m)
- Streitberg (366,0 m)
- Lehmbrink (364,0 m)
- Bützeberg (352,6 m)
- Großer Schweineberg (349,8 m)
- Piepenberg (344,9 m)
- Flintenburg (331,5 m)
- Breitenkamper Berg (326,9 m)
- Steile Lieth (321,2 m)
- Hirtenberg (314,1 m)
- Werderberg (ca. 310m)
- Wisselberg (319,5 m)
- Zimmerberg (309,0 m)
- Weinberg (302,4 m; bei Holenberg)
- Himckeburg (280,2 m)
- Königszinne (255,0 m); mit Aussichtsturm Königszinne
- Kappenberg (233 m)[3]
- Weinberg (220,5 m; bei Rühle)

### Ortschaften
Zu den Ortschaften im und am Vogler gehören:
- Bevern
- Bodenwerder
- Breitenkamp
- Eschershausen
- Golmbach
- Halle
- Heinrichshagen
- Holenberg
- Kirchbrak
- Oelkassen
- Rühle

## Geologie
Das den Vogler prägende Gestein stammt aus der geologischen Zeit des Buntsandsteins. Geologen fassen den Vogler mit dem Homburgwald und dem Elfas zur Elfas-Achse zusammen, da diese entlang einer Linie liegen.

## Sehenswertes

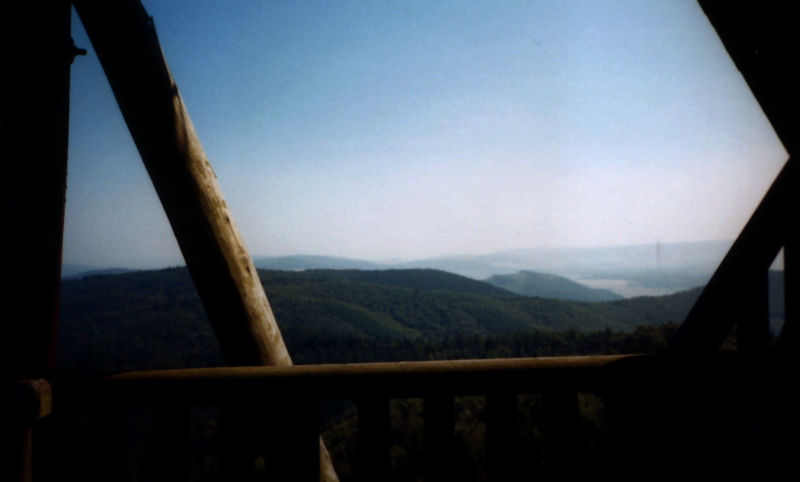
Blick vom Ebersnackenturm über den Vogler

Auf dem Ebersnacken (460,4 m) steht der Aussichtsturm Ebersnackenturm, von dem der Rundumblick unter anderem über den Vogler fällt. Weitere Aussichtstürme sind der Bodoturm auf dem Zimmertalskopf (412 m) und der 1863 anlässlich der 50-Jahr-Feier nach der Völkerschlacht bei Leipzig erbaute Turm auf der Königszinne (255 m).
Weiterhin sehenswert ist das Kloster Amelungsborn, das südöstlich des Voglers am Südwestrand des Odfelds steht.